# Lzop
Lzop — свободное программное обеспечение для сжатия файлов, которое использует алгоритм LZO. Программа является свободным программным обеспечением и распространяется под лицензией GNU General Public License.

## Цель создания
Lzop был разработан в следующих целях:
- высокая скорость работы (как при компрессии, так и декомпрессии);
- возможность использовать вместо gzip;
- портативность.

## Отличия от GZIP
Основные различия между Lzop и GZIP заключаются в следующем:
- не удаляет исходные файлы. Эта опция установлена по умолчанию;
- файлы, сжатые с помощью lzop, будут иметь расширение '.lzo';
- скорость сжатия и распаковки намного выше, чем у gzip, но степень сжатия ниже.